# El calendario de Navidad
El calendario de Navidad (en inglés: The Holiday Calendar) es una película estadounidense navideña de comedia romántica dirigida por Bradley Walsh a partir de un guion de Amyn Kaderali. La película es protagonizada por Kat Graham, Quincy Brown, Romaine Waite, y Ron Cephas Jones.
Fue estrenada el 2 de noviembre de 2018, por Netflix.

## Reparto
- Kat Graham como Abby Sutton.
- Quincy Brown como Josh.
- Ethan Peck como Ty Walker.
- Ron Cephas Jones como el Abuelo de Sutton.
- Kevin Hanchard como Rudolph Sutton.
- Romaine Waite como Mitch.
- Genelle Williams como Sarah Sutton.
- Laura de Carteret como Judy Sutton.
- Rodrigo Fernández-Stoll como Fernando.
- Harris Shore Ralphie.
- Ali Hassan como Singh.

## Producción
En abril de 2018, se informó que Bradley Walsh dirigiría Christmas Calendar para Netflix a partir de un guion de Amyn Kaderali. Además, Kat Graham, Quincy Brown, y Romaine Waite se unieron al elenco de la película. La película fue posteriormente re-titulada The Holiday Calendar.

## Estreno
Fue estrenada el 2 de noviembre de 2018 por Netflix.